# Государственная комиссия по запасам полезных ископаемых
Государственная комиссия по запасам полезных ископаемых (ФБУ «ГКЗ») – федеральное бюджетное учреждение в ведении Федерального агентства по недропользованию РФ. Основной вид деятельности учреждения: проведение государственной экспертизе запасов полезных ископаемых и подземных вод, геологической информации о предоставляемых в пользование участках недр. Вид деятельности, не являющийся основным: осуществление организационно-методического сопровождения деятельности уполномоченных комиссий по рассмотрению и утверждению запасов полезных ископаемых.

## История
Государственная комиссия по запасам полезных ископаемых была создана 31 мая 1927 года по приказу директора Геологического комитета А. К. Мейстера. Образование комиссии было связано с необходимостью создания единой системы учета разведанных запасов, обеспечения на государственном уровне объективной оценки запасов минерального сырья для действующих, реконструируемых и строящихся промышленных предприятий и квалифицированной, ответственной экспертизы запасов месторождений полезных ископаемых для проектируемых объектов.
Комиссия многократно меняла свое название:
- 1927 — Особая комиссия по подсчету запасов полезных ископаемых (ОКЗ)
- 1930 — Центральная комиссия по запасам полезных ископаемых (ЦКЗ)
- 1940 — Всесоюзная комиссия по запасам полезных ископаемых (ВКЗ)
- 1954 — Государственная комиссия по запасам полезных ископаемых (ГКЗ)

Историю Комиссии по запасам полезных ископаемых, насчитывающую 95 лет, с момента ее образования и до сегодняшних дней можно условно разделить по выполняемым функциям и уровню решаемых задач на пять временных этапов.

### 1927—1954 годы
На первом этапе перед ОКЗ стояли две основные задачи: обеспечить проверку достоверности (ответственности) и однообразности авторского подсчета запасов полезных ископаемых, так как данные публиковались в изданиях Геологического комитета и признавались «официальными цифрами Геолкома», дающими основания для строительства новых горнодобывающих предприятий; «ускорить работу по установлению однообразных методов подсчета» взамен «общепринятого деления запасов на категории достоверных, вероятных и возможных». На ОКЗ возлагалась проверка и утверждение цифр запасов полезных ископаемых, получаемых при разведочных работах и в результате камеральной обработки имеющихся данных, распределение их по категориям, а также разработка методов подсчета запасов.
С 1932 года ЦКЗ проводит внешнюю экспертизу рассматриваемых материалов и в своих протоколах фиксирует основные критические замечания, на основании которых вносились изменения в авторские цифры и категории запасов. В этот период особое внимание Комиссии уделялось оценке качества проведенных геологоразведочных работ, анализу геологической документации, достоверности опробования, принципам оконтуривания площадей подсчета запасов.
С 1935 года ЦКЗ становится высшим органом, определяющим и утверждающим запасы полезных ископаемых в недрах для проектирования капитального строительства новых, реконструкции и расширения действующих горнодобывающих предприятий союзного, республиканского и краевого (областного) значения.
В целях коренного улучшения постановки и организации поисковых и разведочных работ и в соответствии с Постановлением Совнаркома СССР от 17 ноября 1937 года приказом наркомата тяжелой промышленности СССР № 993 от 20 ноября 1937 г. ЦКЗ была выделена из состава ГГГГУ и передана в подчинение непосредственно наркому тяжелой промышленности. Таким образом, ЦКЗ фактически становится надведомственным органом государственной экспертизы.
В 1940 году ЦКЗ вошла в состав Комитета по делам геологии, но уже как Всесоюзная комиссия по запасам полезных ископаемых (ВКЗ), сохранив свой статус высшего государственного органа по определению (подсчету) и утверждению запасов всех видов полезных ископаемых в недрах. 25.03.1940 г. СНК СССР своим Постановлением № 403 утвердил Положение о ВКЗ, согласно которому решения ВКЗ по утверждению запасов полезных ископаемых были обязательными для всех учреждений, предприятий и организаций.
В 1946 году ВКЗ вошла в состав Министерства геологии СССР. Функции Комиссии по запасам в послевоенное время претерпели кардинальные изменения в сторону еще большего придания ей государственных полномочий в вопросах формирования и систематизации минерально-сырьевой базы страны.

### 1954—1991 годы
Постановлением Совета Министров СССР № 1347 от 01.07.1954 г. Всесоюзная комиссия по запасам полезных ископаемых была переименована в Государственную комиссию и передана в подчинение непосредственно Совмину СССР. В этот период деятельности ГКЗ была создана школа геологов-экспертов — самобытная, но не изолированная от мировой геологической общественности. Эта школа собрала высококлассных специалистов из различных областей геологических наук, объединенных общими целями и задачами. Обширные теоретические знания, практический опыт и высокие моральные качества этих людей, а также принцип коллегиальности, реализуемый в процессе рассмотрения экспертируемых материалов, обеспечивали объективность решений, принимаемых комиссиями ГКЗ.

### 1992—1998 годы
После образования независимой России госприемка запасов потеряла актуальность из-за резкого падения объемов геологоразведочных работ. Последние крупные объекты, разведка которых завершилась в переходный период, вовлекались в отработку c нарушением Федерального закона «О недрах», без проведения государственной экспертизы. Главной задачей того времени стало — не позволить развалить уникальную государственную структуру, спасти документальную, информационную базу природных ресурсов России.
С 1996 года положение ГКЗ начинает упрочняться, комиссия начинает осуществлять государственную экспертизу запасов полезных ископаемых, геологической и экономической информации о предоставляемых в пользование участках недр. Уточняется круг ее обязанностей. Приказом МПР России № 95 от 09.06.1997 г. «Об утверждении разграничения полномочий в области государственной экспертизы» в области экспертизы запасов были определены границы сфер деятельности ГКЗ, ТКЗ и ЦКЗ, их полномочия, контроль и ответственность. Определилась новая тенденция в работе ГКЗ: переход от «госприемки запасов» к определению реального состояния минерально-сырьевой базы в данный момент времени при фактическом положении в экономике, вне зависимости от заказчика (или владельца).

### С 1999-2010 годы
С 2004 года одним из приоритетных направлений стала работа по созданию единого механизма государственной экспертизы запасов полезных ископаемых на всей территории РФ. В 2006 году создано 19 филиалов, осуществляющих экспертизу запасов. Создание филиалов явилось значительным шагом в развитии единой российской системы госэкспертизы, основанной на общих принципах и подходах. На сегодня в связи с изменением структуры работают 10 филиалов ФБУ «ГКЗ».
За период с 2004 года выполнялись работы по совершенствованию методологии государственной экспертизы информации о разведанных запасах полезных ископаемых и подземных вод, геологической информации о предоставляемых в пользование участках недр в части рационального использования недр. В 2007 году было разработано и актуализировано более 60 методических документов по всем видам полезных ископаемых.

### С 2011 года
При участии ФБУ «ГКЗ» совместно с Обществом экспертов России по недропользованию (ОЭРН) и Комитета по международным стандартам отчетности о запасах (CRIRSCO) был разработан российский Кодекс публичной отчетности, который был утвержден и публично подписан 31 октября 2011 года в рамках ежегодной встречи членов CRIRSCO. Таким образом, Россия присоединилась к CRIRSCO и стала его полноправным членом.
В современных условиях ФБУ «ГКЗ» представляет и защищает прежде всего интересы государства как собственника российских недр. Это выражается в двух ключевых моментах. Первое: рациональное недропользование в интересах будущих поколений, достижение максимальной выработки запасов всех без исключения полезных ископаемых. Второе: достоверное планирование уровней добычи полезных ископаемых, что напрямую способствует наполнению бюджета Российской Федерации, определенному в соответствии с государственными планами.
ФБУ «ГКЗ» продолжает занимать активную позицию по сближению российских и международных подходов к классификациям запасов и ресурсов, что позволит повысить инвестиционную привлекательность сырьевых объектов и сформировать российскую систему недропользования, соответствующую мировым тенденциям развития минерально-сырьевого комплекса. Введенная в действие с 1 января 2016 г. новая классификация запасов УВС позволяет решить актуальные задачи повышения достоверности запасов и упрощения схемы их утверждения, снижения административных барьеров и гармонизации с международными стандартами. Выделяются ключевые изменения, благодаря которым новую классификацию по углеводородному сырью можно назвать революционной:
1.   Основным отличием новой классификации стал переход на проектный принцип выделения категорий запасов и ресурсов, который позволяет учитывать не только изученность, но и стадию освоения участка недр.
2.   Введено новое понятие — «извлекаемые запасы за рентабельный срок разработки». В результате формализовано определение «трудноизвлекаемые запасы» и существенно расширены возможности государственного управления в сфере недропользования.
3.   Введена государственная экспертиза проектов и других технологических документов на разработку месторождений в части определения извлекаемых и рентабельно извлекаемых запасов. Таким образом согласование проектных документов, осуществляемое Центральной комиссией по разработке месторождений УВС, стало элементом государственной экспертизы запасов. В связи с этим, в 2015 г. на ФБУ «ГКЗ» возложено научно-методическое и техническое сопровождение деятельности ЦКР Роснедр по УВС, МПВ и ПС., что позволяет формировать единую историю экспертизы освоения месторождения — от постановки на баланс до окончания разработки.
Все эти факторы позволили гармонизировать российскую классификацию с Рамочной классификацией ресурсов ООН. В сентябре 2016 года  Комитет по устойчивой энергетике ЕЭК ООН утвердил Связующий Документ между новой российской классификацией запасов и ресурсов нефти и горючих газов (РФ-2013) и РКООН. Таким образом, российская классификация по УВС стала первой национальной классификацией в мире, признанной ООН.
На завершающем этапе находится разработка новой классификации запасов ТПИ.
ФБУ «ГКЗ» продолжает совершенствовать нормативно-методическую базу государственной экспертизы запасов полезных ископаемых. За период с 2017 по 2022 гг. учреждение приняло участие в подготовке предложений по совершенствованию 42 утвержденных нормативно-правовых актов.
В 2021 году завершен переход на новую классификацию запасов углеводородного сырья. Актуализировано 100% запасов месторождений нефти и газа Российской Федерации.
При активном участии ФБУ «ГКЗ» на базе МГУ имени М.В. Ломоносова и АНО «Цифровое недропользование» под эгидой Европейской Экономической Комиссии Организации Объединенных Наций (ЕЭК ООН) создан Международный центр передового опыта в области устойчивого управления ресурсами (АНО «МЦПО»). В задачи МЦПО входит развитие  в России системы суверенного аудита запасов полезных ископаемых.
В рамках концепции устойчивого развития и достижения Целей устойчивого развития ООН на базе МЦПО и ЕЭК ООН при непосредственном участии ФБУ «ГКЗ» вводятся объективные показатели оценки экологической чистоты процессов устойчивого производства энергии от геологоразведочных работ до утилизации. В качестве одного из таких показателей предлагается концепция Индекса Чистой Энергии (ИЧЭ). Индекс Чистой энергии позволит сравнивать различные виды энергии в зависимости от их воздействия на окружающую среду за полный цикл использования ресурсов: от геологоразведки до утилизации объектов обустройства
В рамках цифровизации процедуры проведения государственной экспертизы в ФБУ «ГКЗ» применяются новые формы коммуникации: проводятся мероприятия по использованию информационно-коммуникационных технологий в деятельности учреждения, внедряется проведение электронной экспертизы.
В ФБУ «ГКЗ» активно работает Экспертно-технический совет, который рассматривает наиболее современные методики и технологии геологоразведки и освоения запасов полезных ископаемых, содействует их максимальному продвижению в производство и дальнейшему технологическому прогрессу отрасли. На базе ЭТС ГКЗ и под эгидой Роснедра создан Парк Российских инновационных технологий в области геологоразведки и разработки полезных ископаемых (Парк технологий Роснедра). Основная цель Парка технологий – обеспечение развития минерально-сырьевой бызы России за счет технического перевооружения геологоразведочного и добывающего производства на основе внедрения российских современных технологий.
При активном участии ФБУ «ГКЗ» в 2016 г. создан Евразийский союз экспертов по недропользованию (ЕСОЭН), призванный объединить экспертное сообщество и унифицировать стандарты недропользования стран ЕАЭС.
ФБУ «ГКЗ» совместно с Евразийским союзом экспертов по недропользованию (ЕСОЭН) развивает направление формирования в России института экспертов в сфере недропользования, признаваемых российскими и международными финансовыми институтами, являющегося важным элементом создаваемой в России системы суверенного аудита запасов полезных ископаемых.

## Структура
В состав Государственной комиссии по запасам полезных ископаемых входят следующие отделы и подразделения:
·        Отдел оперативного учета углеводородного сырья
·        Отдел геологических запасов УВС
·        Отдел извлекаемых запасов УВС
·        Отдел металлов
·        Отдел нерудных полезных ископаемых и угля
·        Отдел ТЭО
·        Отдел подземных вод
·        Отдел по работе с территориальными подразделениями ФБУ ГКЗ
·        Отдел мониторинга, анализа
·        Отдел методологии
·        Отдел информационных технологий
·        Казанский филиал ФБУ "ГКЗ" (г. Казань)
·        Санкт-Петербургский филиал ФБУ "ГКЗ" (г. Санкт-Петербург)
·        Тимано-Печорский филиал ФБУ "ГКЗ" (г. Сыктывкар)
·        Волго-Уральский филиал ФБУ "ГКЗ" (г. Самара)
Обособленное подразделение ФБУ "ГКЗ в г. Перми
·        Северо-Кавказский филиал ФБУ "ГКЗ" (г.Ессентуки)
Обособленное подразделение ФБУ "ГКЗ в г. Ростове-на-Дону
·        Западно-Сибирский филиал ФБУ "ГКЗ" (г.Тюмень)
Обособленное подразделение ФБУ "ГКЗ в г. Екатеринбурге
·        Новосибирский филиал ФБУ "ГКЗ" (г.Новосибирск)
Обособленное подразделение ФБУ "ГКЗ в г. Кемерово
·        Красноярский филиал ФБУ «ГКЗ» (г. Красноярск)
Обособленное подразделение ФБУ "ГКЗ в г. Улан-Удэ
Обособленное подразделение ФБУ "ГКЗ в г. Чите
Обособленное подразделение ФБУ "ГКЗ в г. Иркутске
·        Хабаровский филиал ФБУ "ГКЗ" (г.Хабаровск)
Обособленное подразделение ФБУ "ГКЗ в г. Владивостоке
Обособленное подразделение ФБУ "ГКЗ в г. Магадане
Обособленное подразделение ФБУ "ГКЗ в г. Благовещенске
·        Якутский филиал ФБУ "ГКЗ" (г. Якутск)

## Руководители ГКЗ
- А. К. Мейстер (1927—1928)
- В. К. Котульский (1928—1930)
- Н. И. Свитальский (1930—1934)
- И. М. Губкин (1935—1937)
- А. П. Завенягин (1937—1938)
- В. П. Новиков (1938—1940)
- Ф. А. Шутлив (1940—1942)
- П. М. Татаринов (1942—1946)
- В. И. Смирнов (1946—1949)
- М. П. Ложечкин (1949—1957)
- И. И. Малышев (1957—1971)
- А. М. Быбочкин (1971—1992)
- М. В. Толкачев (1992—1993)
- О. В. Заборин (1993—2002)
- Ю. А. Подтуркин (2004—2014)
- И. В. Шпуров (2014-н.в.)